# František Samec (poslanec Českého zemského sněmu)
František Samec (30. října 1834 Týn nad Vltavou – 19. července 1903 Týn nad Vltavou) byl rakouský a český politik, na sklonku 19. století poslanec Českého zemského sněmu.

## Biografie
Působil jako majitel mlýna v Týně nad Vltavou. V letech 1873–1892 byl starostou Týna nad Vltavou.
Koncem 80. let 19. století se zapojil i do zemské politiky. Ve volbách v roce 1889 byl zvolen v městské kurii (volební obvod Třeboň, Lišov) do Českého zemského sněmu. Politicky patřil k staročeské straně.
Zemřel po krátké nemoci v červenci 1903.